# Monkey Business
Denne artikel omhandler radioprogrammet. For 2005-albummet fra Black Eyed Peas, se Monkey Business (album).
Monkey Business var et radioprogram på P3 med Mads Vangsø og Adam Duvå Hall som værter, der kørte fra januar 2004 til maj 2006. Programmet havde mange forskellige sendetidspunkter i løbet af dets levetid, men sluttede af med at blive sendt tirsdag til fredag klokken 14 – 16, og det havde på dette tidspunkt et dagligt lyttertal på omkring 461.000. Programmet blev erstattet med Musikterapi.

## Segmenter
Programmet havde flere faste segmenter i sin levetid.

### Husvenner
Værterne havde adskillige husvenner, som de ringede til under programmet. De mest karismatiske var Græker-Kaj, "ferskvandspiraten" Jens Viking fra Bramming og Trylle-Birger med sin bugtalerdukke Fætter Fis. Peter Stenbæk spillede Trylle-Birger og Fætter Fis.  Græker-Kaj med det borgerlige navn Kaj Stage Jeppesen afgik ved døden i 22. august 2015 og der er udkommet en bog med hans fortællinger.
Yderligere kan nævnes:
- Pudser-man
- Steffen fra Højer
- Borgmesteren
- Wing fra Asien Wok Away
- Nanna fra 2400 NV

### Bastard pop
Fra starten af programmet var et af "hjertebørnene" Bastard pop (mix af to eller flere forskellige musiknumre, normalt a cappella- og melodisporet). Da programmet blev sendt om aftenen, havde de endda en "Bastard chart", der blev sendt fast om torsdagen. 
Af populære bastard pop dj's kan nævnes Funken fra Fredericia (der har grundlagt Bastard-pop.dk), Bastard-forsyningen (pseudonym for René Thalund fra Nephew som bl.a. mixede bandets egen Movie Klip med Depeche Mode's Personal Jesus) , DJ M.i.F, Høgh'en fra Nærum m.fl.

### Spam Bam
Spam Bam var sjove lydfiler, som værterne spillede fra tid til anden. Ofte var det telefonfis, men det kunne også være en karaoke-sang eller et stykke klassisk musik spillet med en motor eller båthorn.

### Alle mod alle
Hovedsegmentet i programmet var "Alle mod alle". Det bestod af at en lytter ringede ind til programmet, stillede værterne et spørgsmål, gav dem 3 svarmuligheder, og 15 (dog en kort overgang 10) minutter til at finde svaret, primært ved hjælp af internet og telefon. Fandt værterne det rigtige svar, skulle lytteren kontinuerligt sige "I nakkede mig" ind over et forspil til et stykke musik, der nogle gange kunne være over et minut langt. Fandt værterne ikke svaret, var det dem der skulle igennem ydmygelsen.

### Hvem der?
"Hvem der?" var en leg, der blev sendt første gang i efteråret 2005. Legen handlede om at en lytter ringede ind. Så fik Mads og Adam 3 oplysninger fra personen, hvis navn ikke blev nævnt. Personen hed fra nu af "X". De 3 oplysninger blev givet til lytterne, og derefter måtte alle lyttere ringe ind til programmet, stille et spørgsmål til "X" og derefter, ud fra spørgsmålets svar, sige hvad de troede "X" hed. Hvis lytterne ikke kunne finde ud af det, gav Mads og Adam en meget let ledetråd. Der blev spillet (som i de fleste af programmets konkurrencer) om en t-shirt.

### Andre quizzer og lege
Der var andre tilbagevendende lege igennem Monkey Business' historie. 
- Lars Bom – oversatte forskellige Chuck Norris fakta til dansk, ofte afsluttet med "Bom siger det".
- Deppe – Johnny Depps navn sunget til diverse sange og teksten skiftet ud med ordene "Johnny" eller "Depp".
- Hestequiz – deltagerne ringede ind og svarede på 3 multiplechoice spørgsmål om heste. Disse tre spørgsmål var altid de samme. Til sidst blev quizen vendt om, så man skulle stille svarerne i stedet for spørgsmålene. Deltagerne vrinskede sig altid igennem quizzen og der blev spillet om en forudbestemt præmie bestemt af deltagerne.
- Pavequiz – Quizzen der erstattede Hestequizzen, og fungerede på stort set samme måde. Bortset fra at der blev lagt ekko quizmaster Mads Vangsøs stemme, så det lød som en kirke. Men ellers bestod den også af 3 multiplechoice spørgsmål, der dog varierede fra gang til gang, og præmien der blev spillet om var også på forhånd bestemt af deltagerne.